# موآی بلندبوم
موآی بلندبوم، شترمرغ زلاندنوی بلندبوم یا موآی زمین مرتفع (نام علمی: Megalapteryx didinus) نام یک گونه منقرض‌شده از راسته موآ است یک گونه پرندهٔ موآی بومی نیوزیلند بوده است و از کوچک‌ترین گونه‌های موآ است که بلندتر از ۴٫۲ فوت (۱٫۳ متر) ارتفاع نداشت است.